# Агоп Баронян
Агоп Баронян (на арменски: Հակոբ Պարոնյան) е арменски писател-сатирик от 19 век.

## Биография
Агоп Баронян е роден през 1842 година в град Одрин, Османска империя, където получава и образованието си. През 60-те години на 19 век се премества в Истанбул. Работи там като редактор на арменски вестници и списания. В творбите си той осмива тъмните сили на обществото, осъжда турските насилия, разобличава колонизаторската политика на европейските държави. Творчеството му е реалистично, перото – остро и точно. С високото си изкуство Баронян не отстъпва на класиците на световния хумор и сатира. Неговите творби са преведени на редица европейски езици.

## Творби
- „Бай Багдасар“ – комедия
- „Високопочтенните просяци“ – повест
- „Жертви на благоприличието“ – комедия
- „Национални стълбове“
- „Източен зъболекар“